# Cattleya warneri
Cattleya warneri är en orkidéart som beskrevs av Thomas Moore och Robert Warner. Cattleya warneri ingår i släktet Cattleya och familjen orkidéer. Inga underarter finns listade i Catalogue of Life.

## Bildgalleri

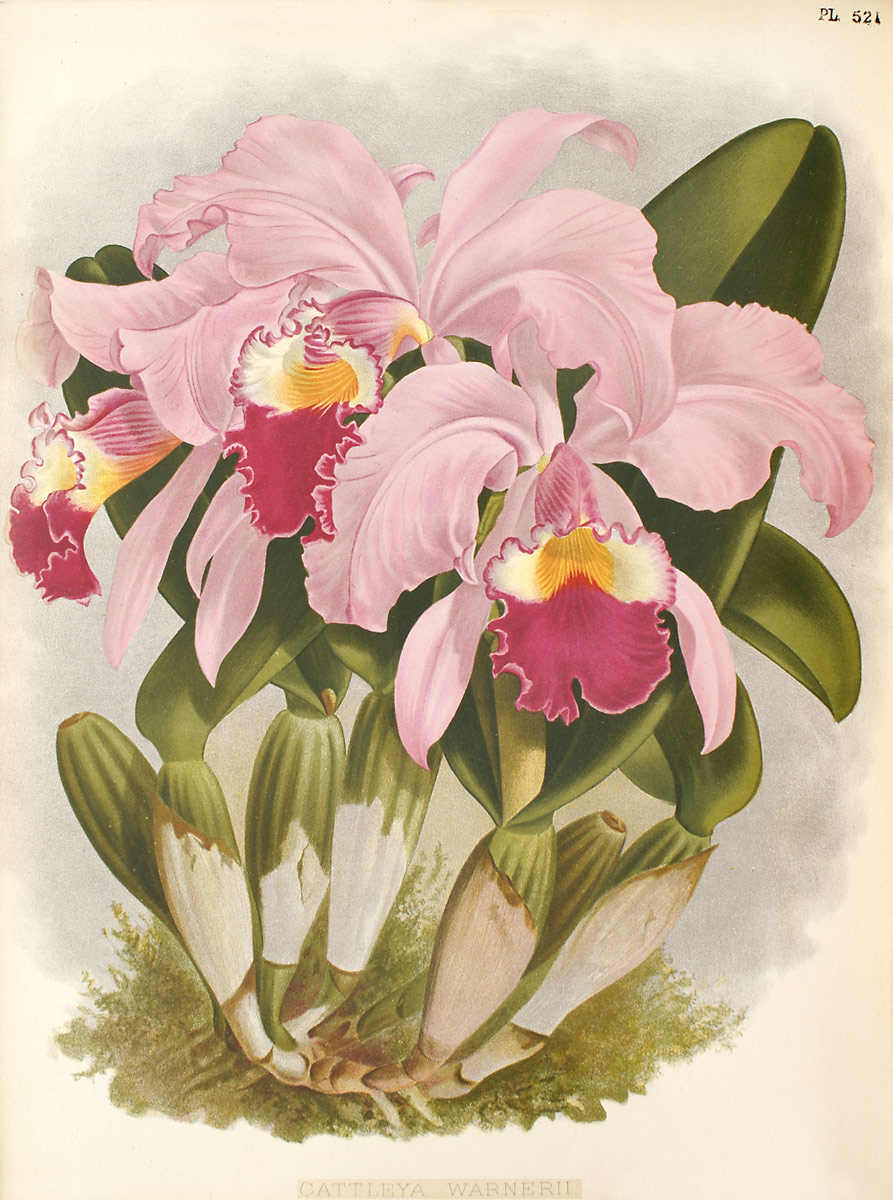
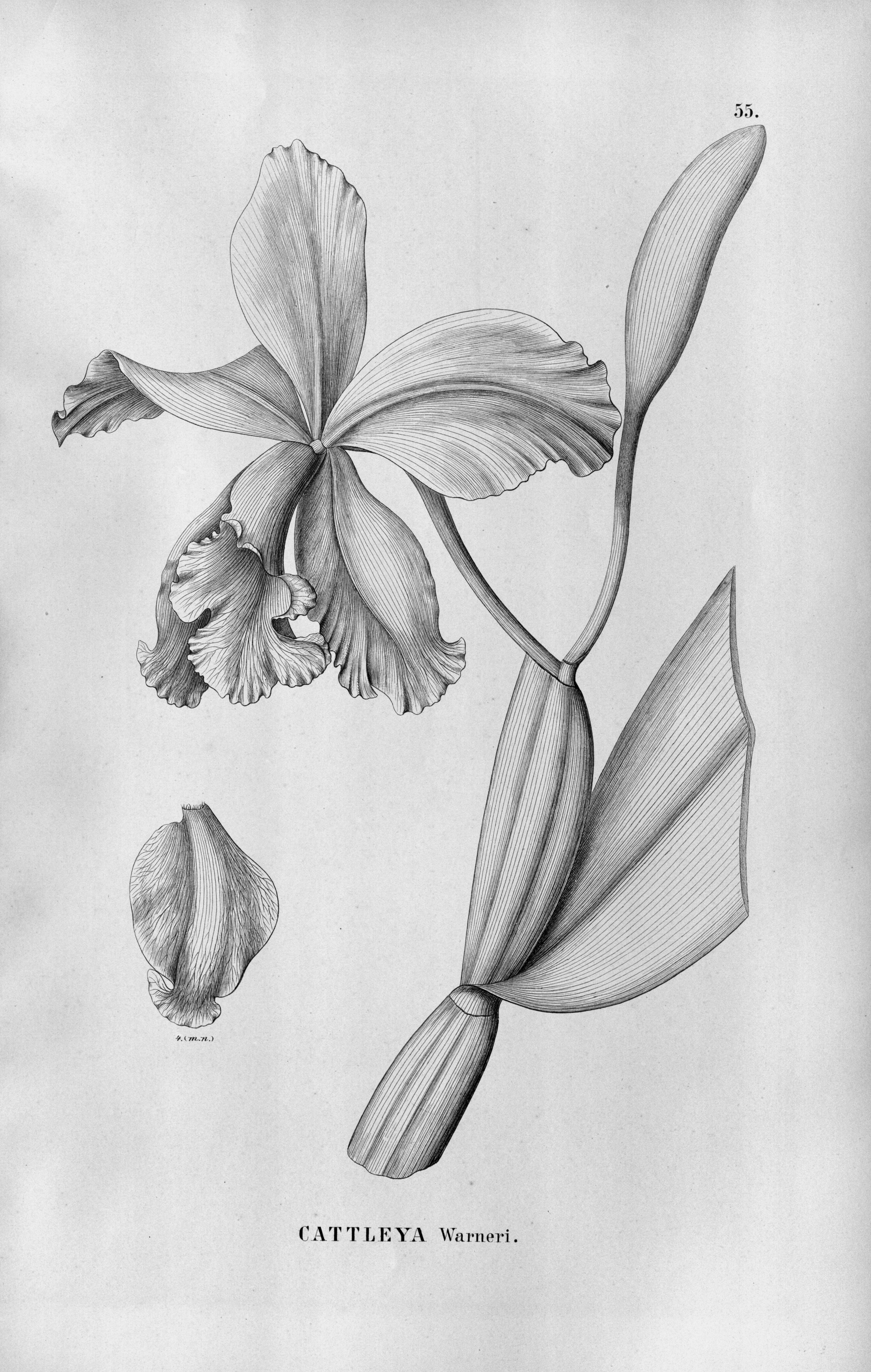
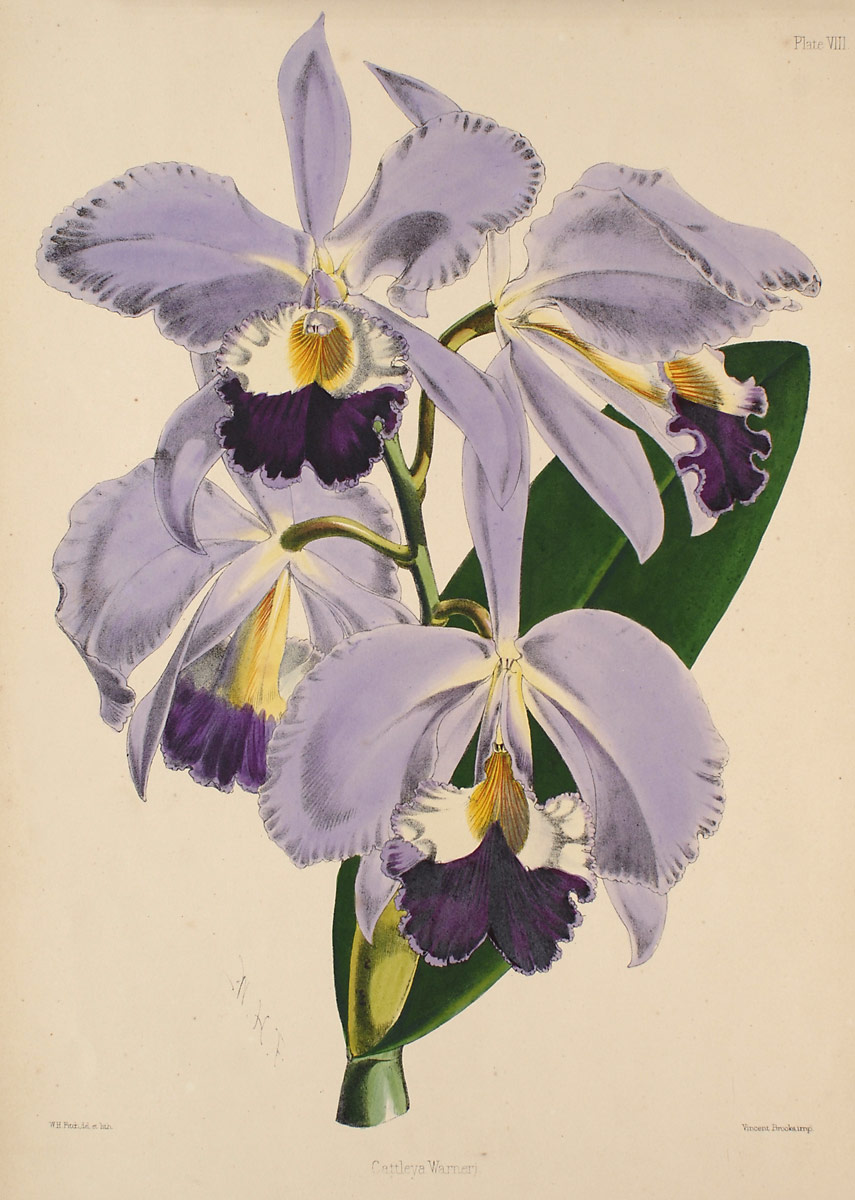
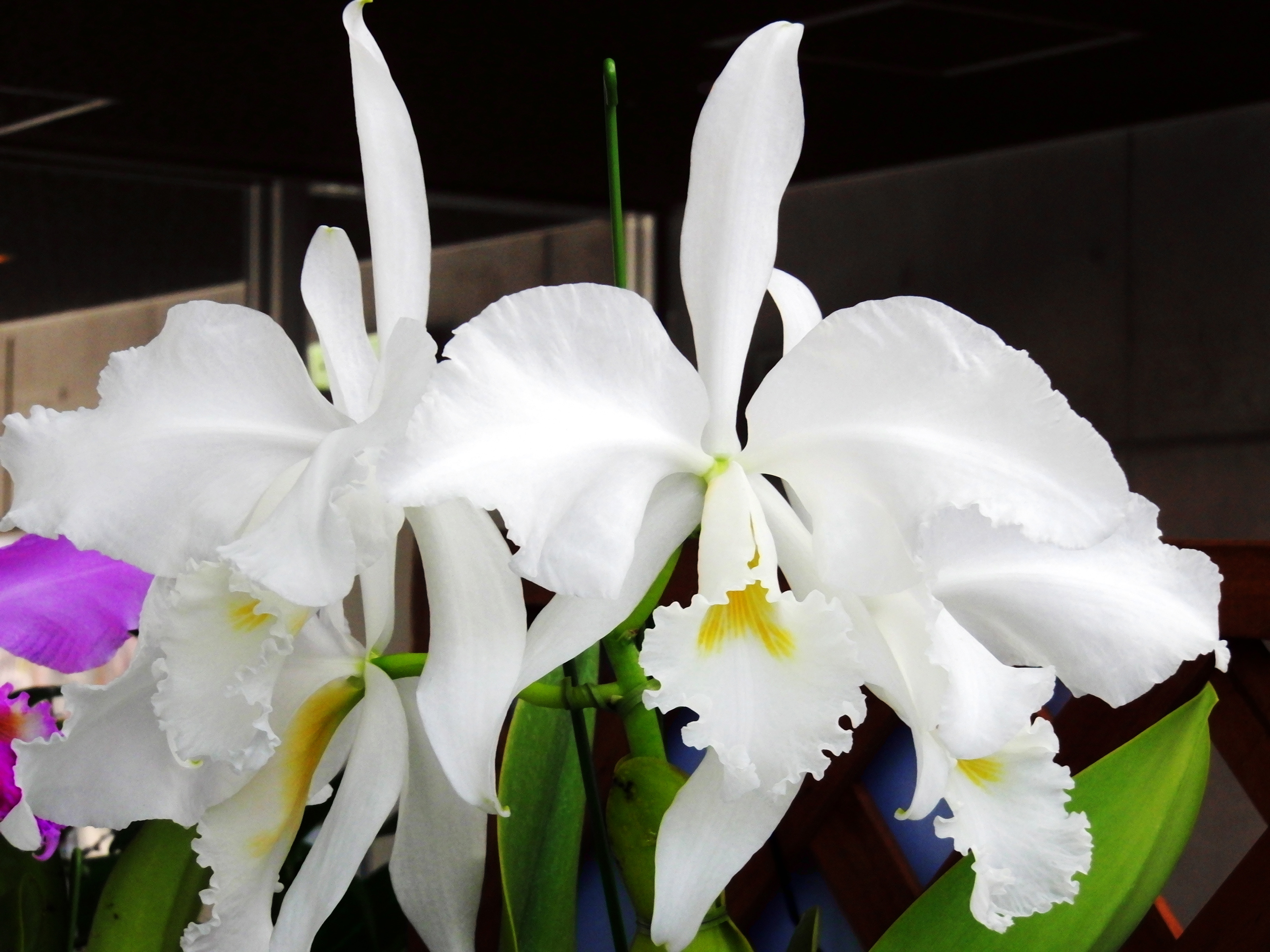
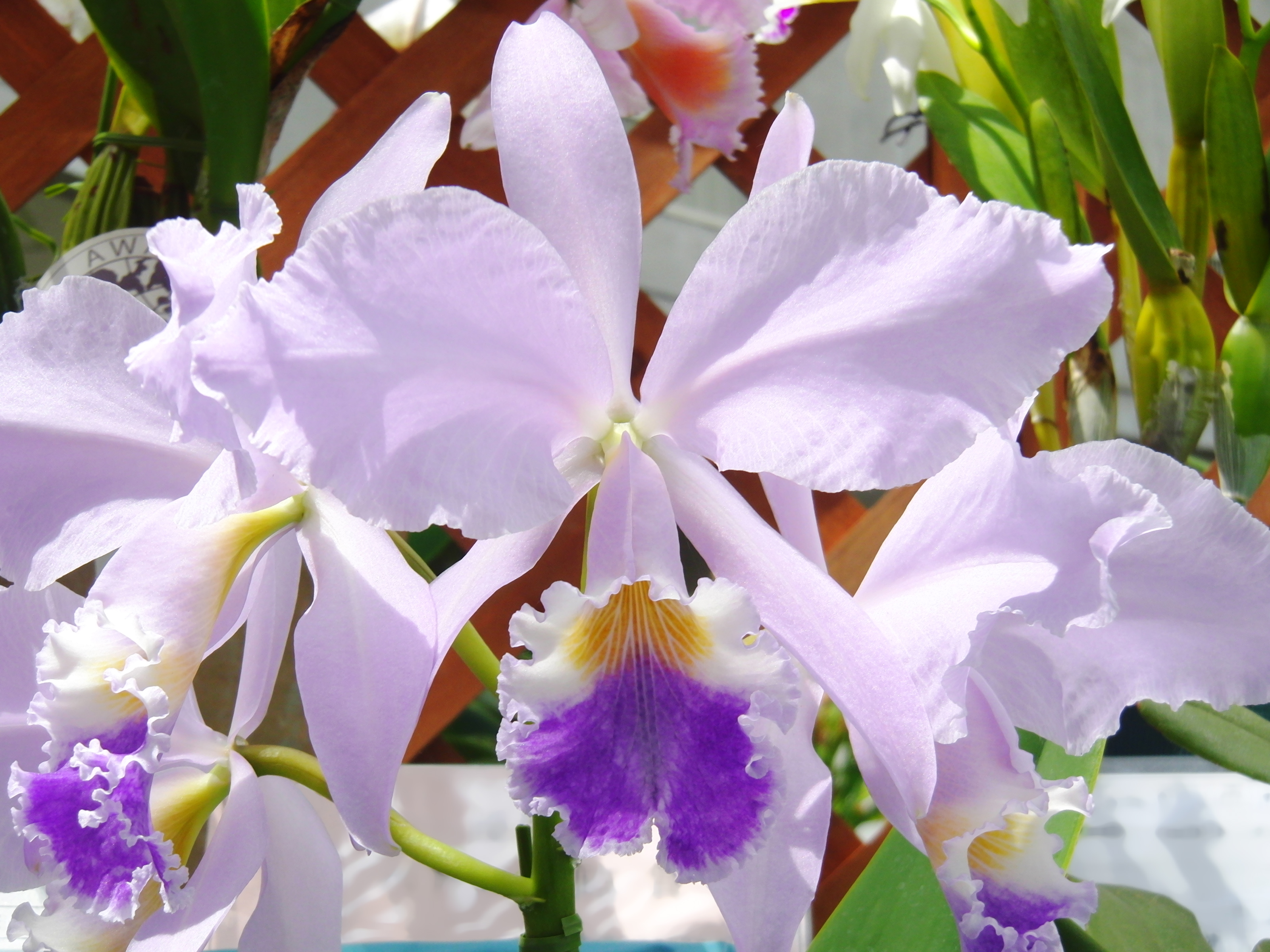
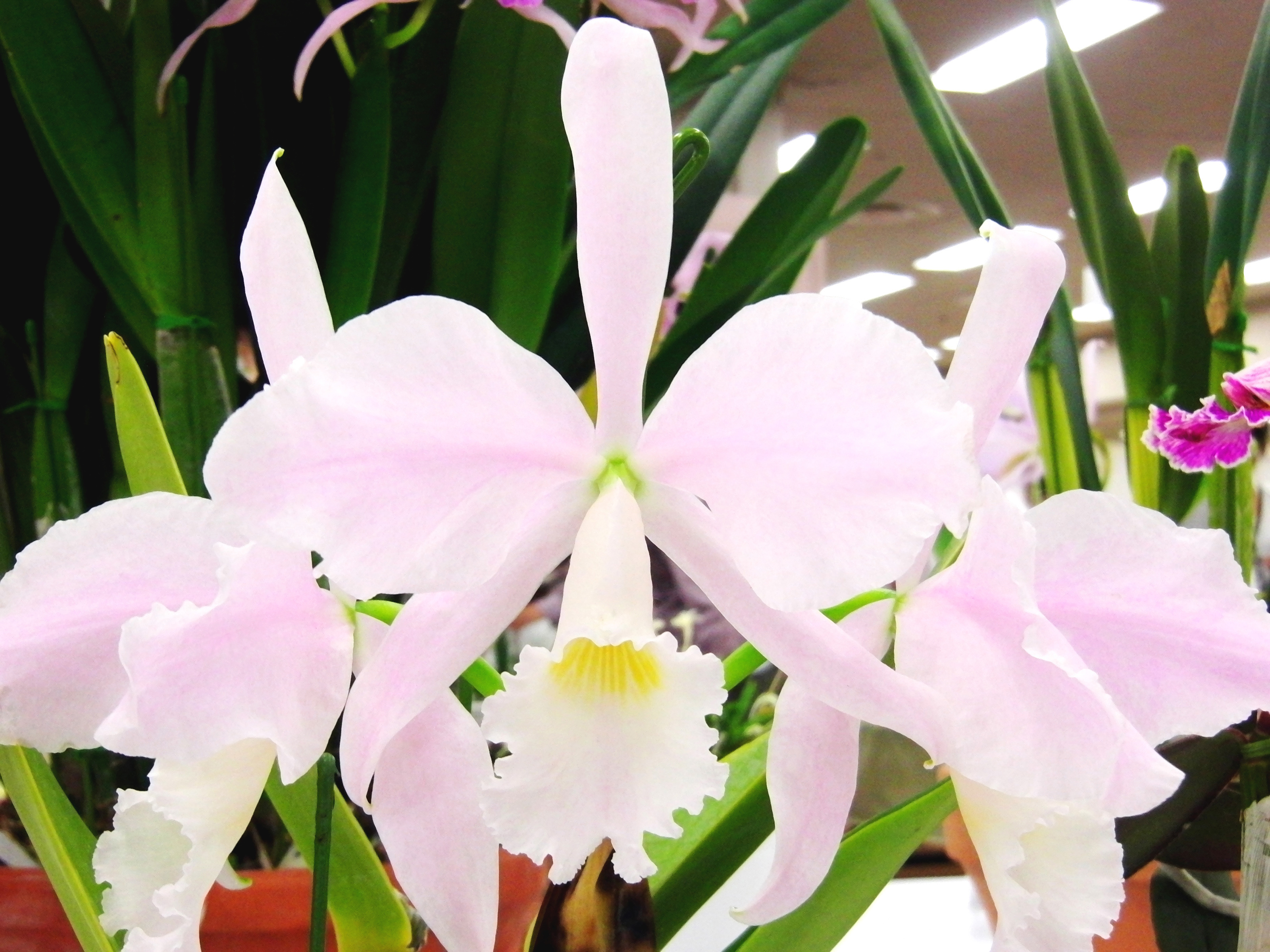